# Parafia Matki Bożej Królowej Polski w Bełżcu
Parafia Matki Bożej Królowej Polski w Bełżcu – rzymskokatolicka parafia należąca do dekanatu Tomaszów – Południe diecezji zamojsko-lubaczowskiej. 
Parafia została utworzona w 1911. Mieści się przy ulicy Rzeszowskiej. Parafię prowadzą księża diecezjalni.
Do parafii należą wierni z miejscowości: Bełżec, Brzeziny, Chyże, Szalenik-Kolonia i Żyłka